# Sarcophaga namibia
Sarcophaga namibia är en tvåvingeart som beskrevs av Reed 1974. Sarcophaga namibia ingår i släktet Sarcophaga och familjen köttflugor.
Artens utbredningsområde är Namibia. Inga underarter finns listade i Catalogue of Life.